# Robert B. Radnitz
Robert Bonoff Radnitz (* 9. August 1924 in Great Neck, Long Island, New York; † 6. Juni 2010 in Malibu, Kalifornien) war ein US-amerikanischer Filmproduzent.

## Leben
Radnitz wuchs als Einzelkind in Great Neck auf Long Island auf. Als Junge litt er unter Asthma und verbrachte seine Wochenenden zusammen mit seinem Vater. Die beiden gingen meist in Doppelvorstellungen im Kino, so dass Radnitz schon als Kind einen großen Überblick über die verschiedenen Filmgenres erhielt. Er erhielt ein „Undergraduate Degree“ an der   University of Virginia in Drama und Englisch. Anschließend unterrichtete er ein Jahr Englisch an seiner Fakultät.
Seinen Einstieg in der Unterhaltungsindustrie schaffte er als Gehilfe des Theaterdirektors Harold Clurman. Radnitz begann in den 1950ern mit eigenen Produktionen am Broadway, unter anderem The Frogs of Spring und The Young and the Beautiful. Am 16. Oktober 1966 heiratete er Joanna Crawford, die Autorin von Birch Interval. Radnitz ließ diesen Roman 1973 zum zweiten Mal verfilmen.
Radnitz zog nach Hollywood und begann als Drehbuchberater für 20th Century Fox zu arbeiten. Eine seiner ersten Produktionen war der Film Patrasche, mein kleiner Freund (1959), eine Literaturverfilmung des Buches A Dog of Flanders von Ouida. Der Film sorgte dafür, dass Radnitz als Schöpfer von qualitativ wertvollen Filmen für Jugendliche und ihre Eltern bekannt wurde.
1961 drehte er den Pferdefilm  Misty, das Pony von der Insel und 1964 eine Verfilmung der Erzählung Insel der blauen Delphine von Scott O’Dell. Der Film wurde von The Times hochgelobt, weil er ein Musterbeispiel für einen Jugendfilm sei, der mitreißend und moralisch gleichermaßen sei, ohne dabei versuche zu belehren.
Im Mai 1970 schlossen Radnitz und der Spielzeughersteller Mattel eine Partnerschaft, um Filme für Kinder zu produzieren. Dazu gehörte unter anderem Ein Jahr als Robinson. Das Museum of Modern Art  zeigte 1969 eine Retrospektive über ihn und lobte den Produzenten für seine künstlerisch wertvollen Jugendfilme, die zum Teil den Erwachsenenfilmen in ihrem Anspruch überlegen waren.
Der Film Das Jahr ohne Vater (1972), basierend auf dem gleichnamigen hochgelobten Roman von William H. Armstrong gilt als sein bekanntestes Werk, und das obwohl Radnitz gewarnt wurde, das die Theaterbesucher den Film nicht mögen würden. Der Film wurde für einen Oscar als bester Film vorgeschlagen. Der Filmkritiker Charles Champlin bezeichnete das Werk in der Los Angeles Times als einen der zehn besten Filme in diesem Jahr. Im gleichen Jahr erschien auch Wenn die Deiche brechen.
1974 erschien Wo die Lilien blühen.  Radnitz’ Cross Creek, basierend auf dem autobiografischen Roman von Marjorie Kinnan Rawlings, erhielt vier Oscarnominierungen.
Radnitz verstarb im Alter von 85 Jahren an den Folgen eines Schlaganfalls.

## Filmografie
- 1960: Patrasche, mein kleiner Freund (A Dog of Flanders)
- 1960: For the Love of Mike
- 1961: Misty, das Pony von der Insel (Misty)
- 1963: Die Insel der blauen Delphine (Island of the Blue Dolphins)
- 1965: … und jetzt Miguel (And Now Miguel)
- 1969: Ein Jahr als Robinson (My Side of the Mountain)
- 1972: Wenn die Deiche brechen (The Little Ark)
- 1972: Das Jahr ohne Vater (Sounder)
- 1974: Wo die Lilien blühen (Where the Lilies Bloom)
- 1976: Birch Interval
- 1977: Unerfüllte Träume (Mary White, Fernsehfilm)
- 1977: A Hero Ain’t Nothin’ but a Sandwich
- 1983: Cross Creek
- 1991: Die Schmach des Vergessens (Never Forget, Fernsehfilm)